# Anaphalis cooperi
Anaphalis cooperi là một loài thực vật có hoa trong họ Cúc. Loài này được Grierson & Spring. mô tả khoa học đầu tiên năm 2000.